# Hans Bonte
Pour les articles homonymes, voir Bonte.
 (octobre 2020).
Si vous disposez d'ouvrages ou d'articles de référence ou si vous connaissez des sites web de qualité traitant du thème abordé ici, merci de compléter l'article en donnant les références utiles à sa vérifiabilité et en les liant à la section « Notes et références ».
Hans Jozef Omer Bonte, né le 20 janvier 1962 à Courtrai est un homme politique belge flamand, membre du Sp.a, bourgmestre de Vilvorde depuis les élections communales de 2012.

## Fonctions politiques
- Secrétaire de la Chambre
- Bourgmestre de Vilvorde
- Président du CPAS de Vilvorde
- Député fédéral depuis le 28 juin 1995

## Décoration
- Commandeur de l'ordre de Léopold (2019)[1].